# پرواز شماره ۱۴۹۳ اهواز-بندرعباس
پرواز۱۴۹۳ ایران ایر پروازی داخلی در تاریخ ۲۳ آذر ۱۳۷۹ از اهواز به مقصد بندرعباس بود، که در حین سفر توسط خالد حردانی و تعدادی از اقوام وی ربوده شد و پس از درگیری با گارد پرواز، این هواپیماربایی به سرانجام نرسید و همهٔ عوامل آن دستگیر شدند.
این هواپیما از نوع یاک-۴۰ بود.
بعد این هواپیماربایی پرونده‌ای در این مورد تشکیل شد و متهمان پرونده به اعدام و حبس ابد محکوم شدند. فیلم ارتفاع پست بر اساس ماجرای واقعی این هواپیماربایی توسط ابراهیم حاتمی‌کیا ساخته‌شده‌است. هواپیماربایان دلیل این اقدام خود را فقر اقتصادی اعلام می‌کردند.

## گزارش رویداد
پس از برخاستن هواپیمای پرواز شمارهٔ ۱۴۹۳ از فرودگاه اهواز و درحالی‌که هواپیما به ۱۰۰ کیلومتری مقصد خود بندرعباس رسیده بود، یکی از هواپیماربایان با اعلام اینکه دچار دل‌درد شدید و حالت تهوع شده به سمت گارد پرواز رفت و به وی حمله کرد، او این فرد را با پنجه‌بوکس و ضربات دست مجروح کرد. پس از این رخداد، سایر مأموران گارد پرواز به یاری مأمور مجروح رفتند که سایر اعضای گروه هواپیماربایان به آن‌ها حمله کردند. مهاجمان یک عدد تپانچه نیز در اختیار داشتند که یکی از آن‌ها آن را در جوراب خود پنهان کرده بود. تعداد هواپیماربایان ۱۸ و ۲۳ نفر اعلام شده‌است.
به دنبال درگیری و تیراندازی بین تیم حفاظت پرواز و هواپیماربایان، خلبان برای اطلاع از وضعیت کابین، درِ اتاقک خلبان را باز کرد اما با شنیدن فریاد سرتیم حفاظت پرواز به داخل اتاقک خود رفت و در را از پشت قفل کرد. گلوله‌ای که به گردن رهبر گروه هواپیماربایان اصابت کرد، امکان صحبت را از او گرفت و مانورهای خلبان در آسمان هم تعادل آنان را برهم زد. در نهایت، این هواپیما در ساعت مقرر در بندرعباس به زمین نشست و هواپیماربایان که قصد داشتند هواپیما را به آمریکا ببرند، همگی دستگیر شدند.
طی این حادثه هم مهاجمان و هم مأموران گارد مورد اصابت گلوله قرار گرفتند اما کسی کشته نشد.

### پروندهٔ قضایی
خالد حردانی به اتهام اقدام علیه امنیت ملی و اخلال در امنیت پرواز در ماجرای هواپیماربایی در سال ۱۳۷۹ به اعدام محکوم شد. اما ۲ عضو دیگر به نام‌های فرهنگ و شهرام پورمنصوری به حبس ابد محکوم شدند. درحالی‌که حکم اعدام خالد حردانی قطعی شده بود و در آستانهٔ اعدام قرار داشت با دستور محمود هاشمی شاهرودی این اعدام در همان روز متوقف شد؛ پس از توقف حکم اعدام توسط رئیس وقت قوهٔ قضائیه این هواپیماربایان با ابراز پشیمانی و ندامت درخواست عفو کردند که پروندهٔ آنان برای رسیدگی به کمیسیون عفو و بخشودگی فرستاده شد. اعضای کمیسیون عفو و بخشودگی نیز پس از رسیدگی، حکم اعدام خالد حردانی را به ۲۰ سال زندان و حکم ۲ برادر، شهرام و فرهنگ پورمنصوری را نیز از حبس ابد به ۱۵ سال زندان کاهش دادند.
در ۳۱ فروردین ۱۳۹۹، ابراهیم حاتمی‌کیا طی نامه‌ای به رئیس وقت قوه قضائیه سید ابراهیم رئیسی درخواست عفو و بخشش ۴ هواپیماربا را داد. پس از حدود یک سال در ۹ فروردین ۱۴۰۰ با موافقت ابراهیم رئیسی، ۴ هواپیماربای پرواز شماره ۱۴۹۳ اهواز-بندرعباس به مناسبت زادروز دوازدهمین امام شیعیان حجت بن الحسن، بعد از ۲۰ سال، عفو و از زندان آزاد شدند.